# Causa sui
A causa sui latin kifejezés, jelentése: önmagának oka. A szókapcsolattal főként teológiai, vallásfilozófiai és metafizikai szövegekben találkozhatunk; általában Istenre utal. Vannak olyan gondolkodók, akik szerint Isten az első ok, aki önmagának oka — vagyis causa sui —, és akinek már a nevéből is következik, hogy ő maga hozta létre saját magát. Más szavakkal mondhatnánk azt is, hogy lényege megelőzte a létezését. A causa sui olyan fogalom, amelyet a kozmológiai istenérvekben is megtalálhatunk. Ezek a gondolatmenetek azért szeretik használni Isten első okként való leírását, mert így el tudják kerülni, hogy végtelen oksági láncot kelljen feltételezniük. Arisztotelész volt az egyik első filozófus, aki Istent az első okként írta le. Később a középkorban és az újkorban is sokan átvették ezt a leírást, így többek között: Szent Tamás, Spinoza és Schelling is.

## Történeti áttekintés

### Arisztotelész
A filozófia történetében Arisztotelész volt az egyik első gondolkodó, aki Istent mint első okot (avagy mozdulatlan mozgatót) képzelte el. A Metafizika című írás XII. könyvének 6-7. fejezetében bizonyítja, hogy miért kell léteznie az első oknak. Mint fentebb említettük, a legfőbb érv a mozdulatlan mozgató mellett a végtelen regresszus elkerülése, Arisztotelészt többek között ennek elkerülése is vehette rá arra, hogy az első ok létezése mellett érveljen.

### Aquinói Szent Tamás
A középkorban Aquinói Szent Tamás (1224–1274) volt az egyik legjelentősebb szerző, aki átvette Arisztotelész Istenről szóló tanításait. Summa Thelogiae című írásában található meg arisztoteliánus istenfelfogása. Ebben a művében Tamás öt út (öt érv) segítségével igyekszik bizonyítani Isten létezését. Mind az öt út magában foglalja azt is, hogy Isten volt az első ok, és így minden okozatnak szükségképpen ő az oka.

### Baruch de Spinoza
Azonban sok olyan szerző volt, aki nem gondolta azt, hogy a causa sui elve önellentmondást rejtene magában. Baruch de Spinoza (1632–1677), németalföldi gondolkodó az alábbi állásponton volt: Isten lényegének pusztán szükségszerűségéből következik, hogy Isten oka önmagának és oka minden dolognak.

### Friderich Wilhelm Joseph Schelling
Friderich Wilhelm Joseph Schelling (1775–1854) bár sok ponton kritizálta Spinoza filozófiai rendszerét, ő is úgy gondolta, hogy Isten a végső ok, s egyszersmind Önmagának oka is. Ami a megelőzőt illeti, azt nem tekinthetjük sem az idő szerinti megelőzőnek, sem a lényeg prioritásának. Abban a körben, amelyből minden keletkezik, nem számít ellentmondásnak, hogy az, ami az Egyet nemzi, maga is általa nemzett. Itt nincs Első vagy Végső, mert minden kölcsönösen feltételezi egymást; az egyik nem a másik, de mégsincs meg a másik nélkül. Isten magában hordja saját egzisztenciájának belső alapját, mely ennyiben megelőzi őt, mint egzisztálót, azonban éppúgy az alap priusa, mivel az alap, mint olyan nem is létezhetne, ha Isten actu-ként nem egzisztálna.

### Bertrand Russell
A filozófiatörténetben Russell volt Isten első okként való felfogásának egyik legjelentősebb ellenzője. Isten első okként (és önmaga okaként) való felfogása mind a mai napig olyan eszme, amellyel a vallással foglalkozó gondolkodóknak számot kell vetniük. Bertrand Russell (1872–1970), 1927-ben tartott előadásában—tömören ugyan, de—foglalkozik Isten fent említett fogalmával. A filozófus szerint az is elképzelhető, hogy a világ létrejöttének semmilyen oka nem volt. Russell azt állítja, hogy logikailag nem ellentmondásos az sem, ha azt állítjuk, hogy a világ öröktől fogva létezik. Felmerül azonban az a kérdés is, hogy ha Isten a világ létezésének oka, ki teremtette Istent.